# Bastille Grenoble
Die Bastille Grenoble ist eine Festung aus dem 19. Jahrhundert nördlich der Stadt Grenoble im Département Isère in Frankreich. Sie wurde unter Einbeziehung von Vorgängerbauten aus dem 15. bis 18. Jahrhundert erbaut.

## Geographie

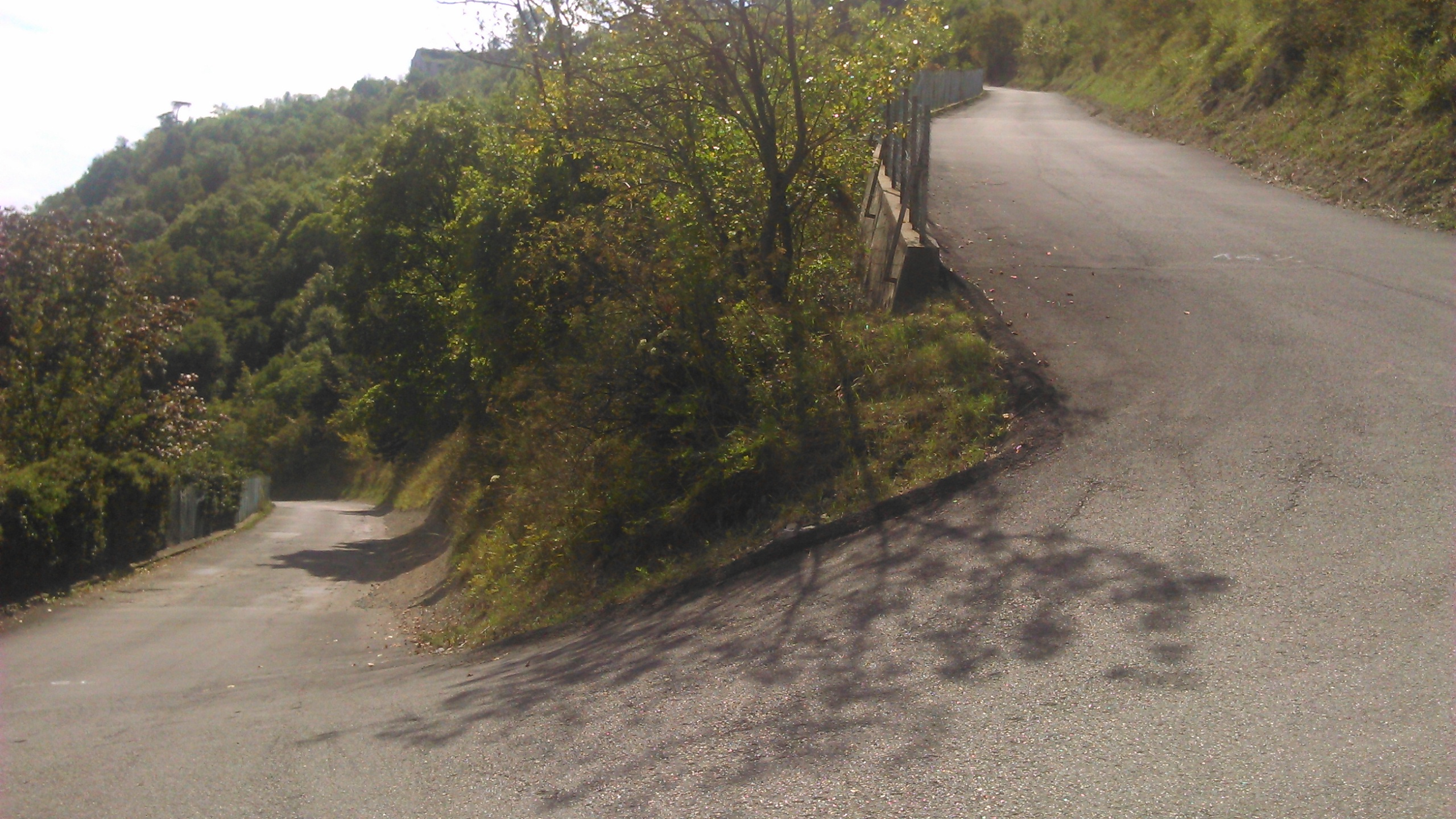
Haarnadelkurve der Route da la Bastille

Die Festung liegt auf dem äußersten Ausläufer des bis zu 1050 m (Le Quichat) hohen Mont Rachais am Südrand der Chartreuse, etwa 264 m über der Stadt Grenoble und dem Fluss Isère auf einem eiszeitlich geformten Absatz des Berges und auf der Grenze zwischen der Stadt Grenoble und der Gemeinde Saint-Martin-le-Vinoux. Der Ort wurde gewählt, um die Stadt Grenoble sowie die Täler der Isère und des Drac überwachen und verteidigen zu können.
Oberhalb der Festung liegt der 630 m hohe Mont Jalla, ein Nebengipfel des Mont Rachais. Dort wurde ab 1875 Kalkstein gebrochen und mit einer inzwischen wieder demontierten Seilbahn abtransportiert. 
Zugang zur Festung bietet die kurvenreiche Straße Route de la Bastille, die in La Tronche beginnt und auf 1,8 km Länge einen Höhenunterschied von 270 m aufweist (mittlere Neigung 15 %, maximale Neigung in der Gerade 24 %, in Kurven 30 %).

## Geschichte und Vorgängerbauten

### Vom Altertum bis zur frühen Neuzeit
Grenoble war seit den Zeiten des Römischen Reichs mit einer ovalen Mauer umgeben, die erst 1606 beseitigt wurde.

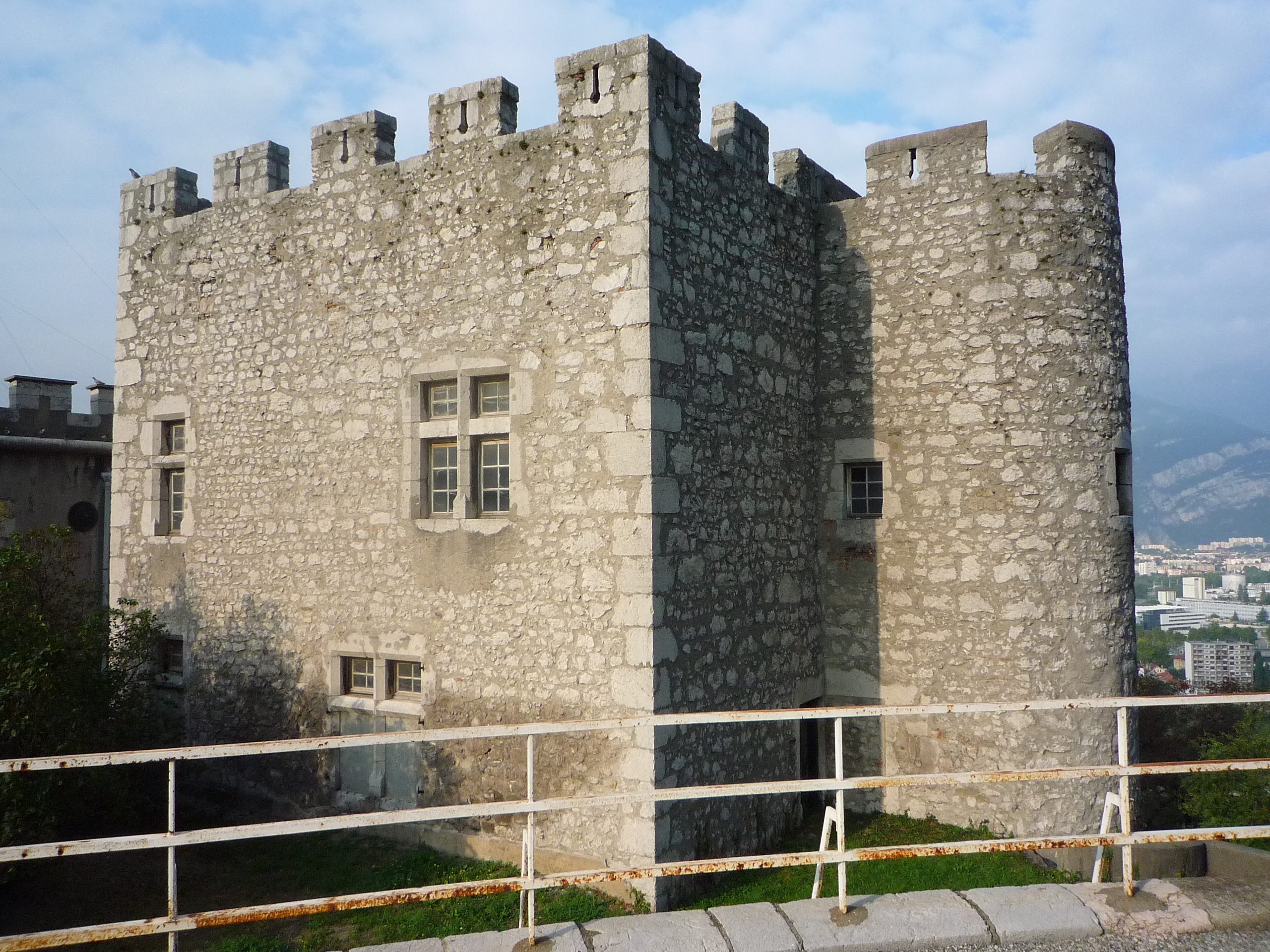
Maison forte Rabot, befestigtes Haus aus dem 15. Jahrhundert

1470 wurde ein Gelände oberhalb der Stadt Grenoble an Eynard Pradel, den Auditor des Finanzgerichtshofs der Dauphiné, verpachtet, der dort ein befestigtes Haus mit zwei 20 m hohen Türmen bauen ließ. Nach seinem Tod (1507) ging es 1512 Gelände an Hugues Pinel über, der es mitsamt den umgebenden Weinbergen 1513 an Bertrand Rabot, einen Ratgeber im Parlement du Dauphiné, verkaufte. Im Besitz der Familie des letzteren verblieb es 122 Jahre lang und trägt heute noch seinen Namen.

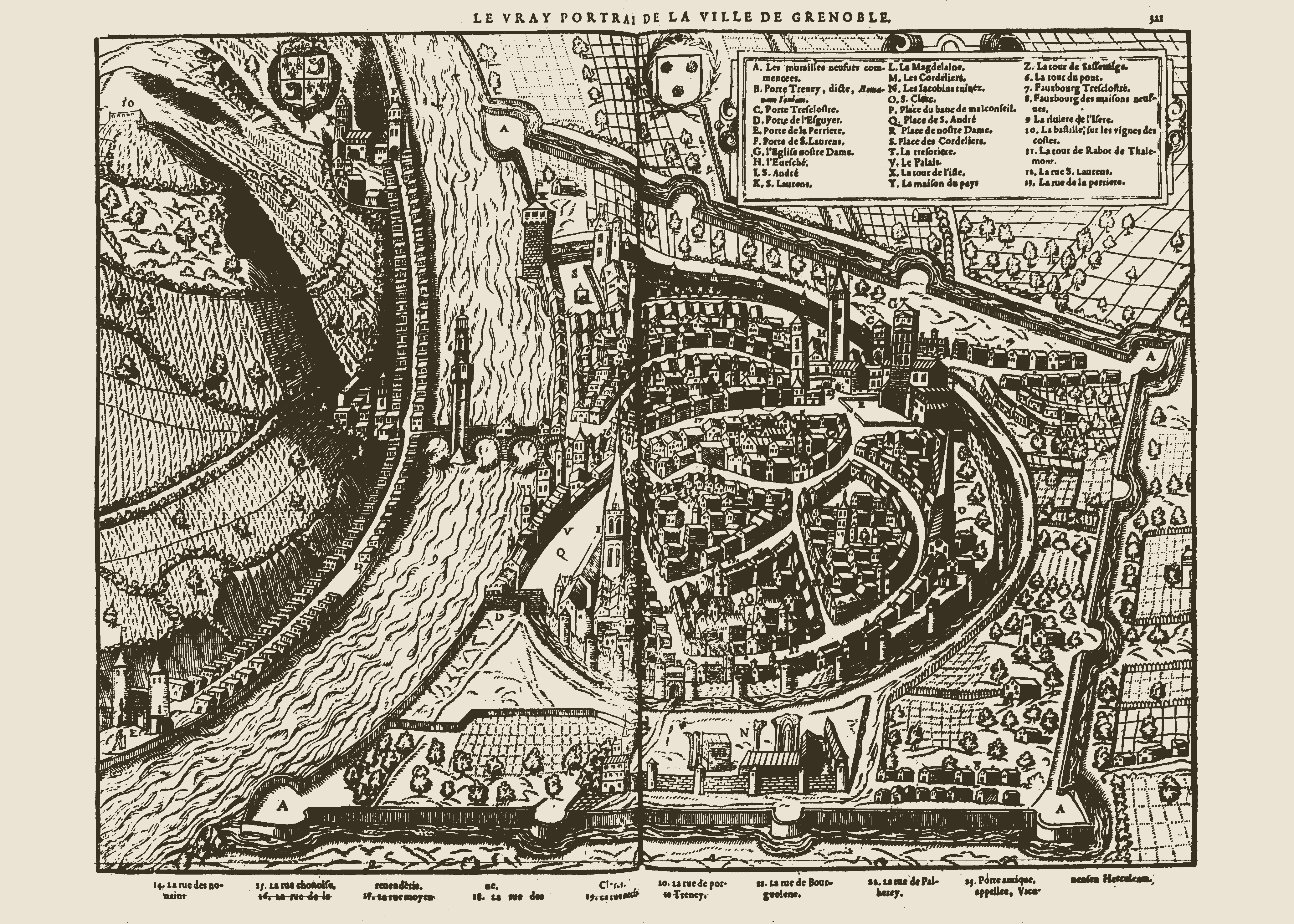
Stadtplan von Grenoble (1575) mit nicht verwirklichten Befestigungsanlagen

Der 1515 gekrönte König François I. beabsichtigte eine Erweiterung der Stadtbefestigungen von Grenoble, die aber aus Geldmangel nicht umgesetzt wurde. Nur ein Blockhaus wurde 1537 auf dem Gipfel des die Stadt überragenden Berges gebaut, und auf der Seite von La Tronche errichtete man eine Schanze. In der 1575 von François de Belleforest auf französisch nachgedruckten Cosmographia Universalis von Sebastian Münster ist jedoch ein Plan von Grenoble von Pierre Prévost enthalten, der die von François I. geplanten Befestigungen zeigt.

### Bauten von Lesdiguières

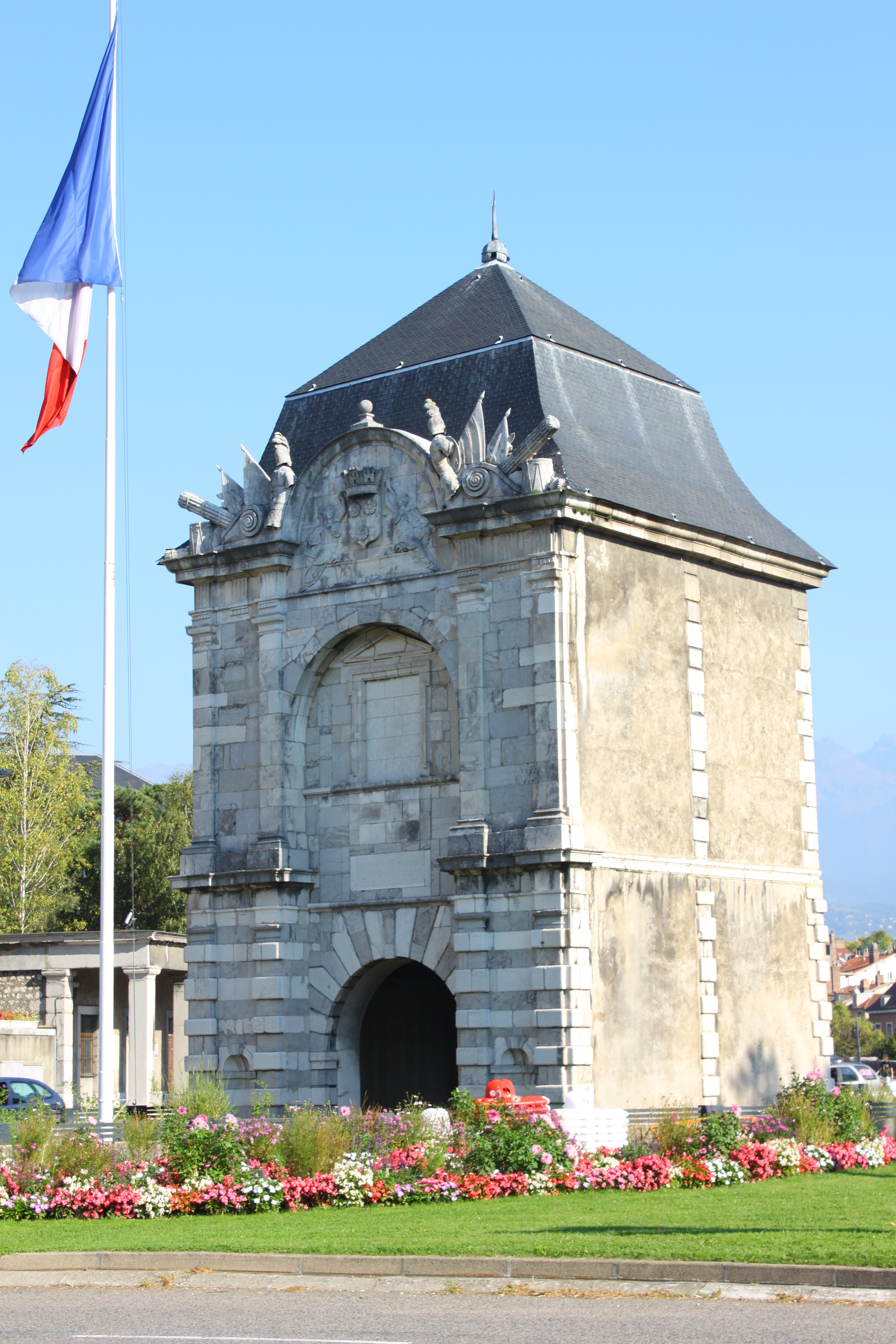
Porte de France

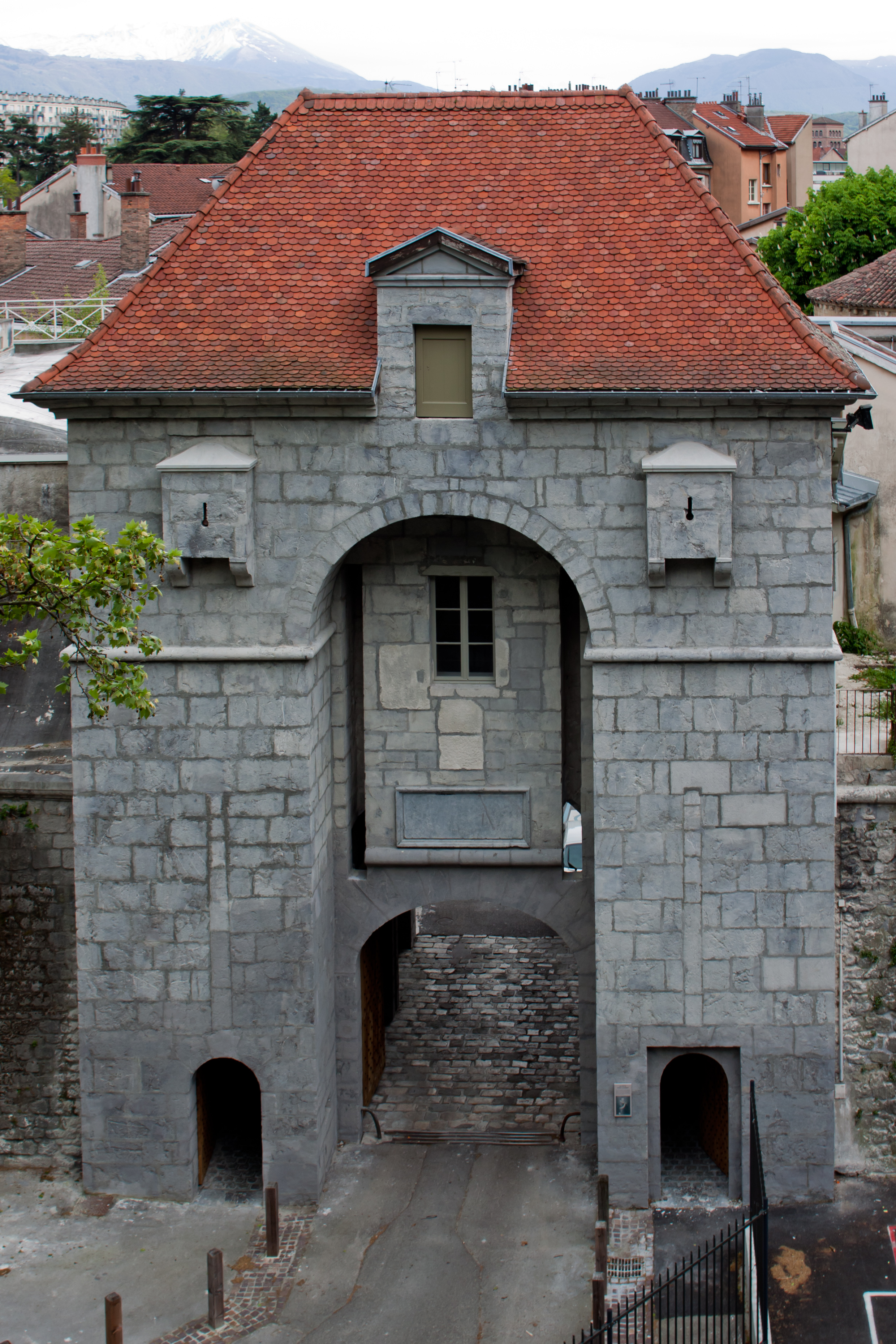
Porte Saint Laurent

Im Dezember 1590 bemächtigten sich die Hugenotten der Dauphiné unter der Führung von François de Lesdiguières im Achten Hugenottenkrieg nach dreiwöchiger Belagerung der bis dahin katholischen Stadt Grenoble. Als Lesdiguières 1591 Gouverneur der Stadt wurde, ließ er sofort eine kleine Zitadelle um den Tour de l’Isle am Flussufer sowie eine Befestigung (Bastille) auf dem Hügel nördlich der Stadt bauen, um gegen Angriffe aus Richtung der Chartreuse gewappnet zu sein. Letztere Befestigungsanlage, 1592 vollendet, gab dem Hügel seinen heutigen Namen. Sie bestand aus einem Turm, der von mehreren kleinen Bastionen umgeben war, Truppenquartieren und einer 1,30 m dicken Mauer, die ein 68 m langes und 50 m breites Gelände einschloss. Die Reste dieser Anlagen sollen sich heute unter dem Glacis der moderneren Anlage befinden. Gleichzeitig wurde die Stadtmauer aus römischer Zeit, die sich wegen der Fortschritte der Artillerie inzwischen als unzureichend erwies, abgerissen und bis Dezember 1606 durch eine neue mit sechs Bastionen und zwei Halbbastionen ersetzt, die auch die bisher vor der alten Mauer liegenden Vororte einschloss und das befestigte Stadtgebiet auf 21 ha vergrößerte. 
Lesdiguières ließ sich anfangs vom piemontesischen Architekten Ercole Negro, ab 1611 vom königlichen Ingenieur Jean de Beins beraten. Ab 1611 ließ er von der Bastille aus zwei weitere Befestigungsmauern bauen, die an zwei neuen monumentalen Stadttoren, der östlichen, 1615 vollendeten Porte Saint Laurent und der westlichen, 1620 vollendeten Porte de France, am Ufer der Isère in etwa 1 km Abstand mündeten. Die westliche Mauer quert einen tiefen Geländeeinschnitt, beide wurden 1619 vollendet. Dank des Baus der Porte de France und der dort verlaufenden, aus dem Felsen gehauenen Straße wurde zum ersten Mal ein Zugang zur Stadt aus westlicher Richtung möglich, ohne den engen und gefährlichen Weg am Flussufer oder den über den felsigen Bergsporn von Chalemont nehmen zu müssen. Außer den beiden Toren sind heute nur geringe Reste der Anlagen aus dieser Zeit erhalten.

### Epoche Vauban
Ein Jahrhundert später wies der Festungsbaumeister Vauban den König Louis XIV. auf die Schwächen der Befestigungsanlagen von Grenoble hin. Vaubans Vorhaben zur Verbesserung der Anlagen der Bastille und das von 1700 zur Vergrößerung der Stadtbefestigungen wurden jedoch bis auf zwei neue Pulvermagazine und einige Erdbauten nicht verwirklicht. Im 18. Jahrhundert bestand für Frankreich keine Bedrohung entlang der Grenze in den Alpen, so dass das Militär kein Interesse an Grenoble zeigten und die Befestigungsanlagen nicht unterhalten wurden. Die Beseitigung der Folgen von Überschwemmungen der Isère im September 1733 und Dezember 1743 banden Mittel, und Projekte aus den Jahren 1741 bis 1787 zur Verlegung des Flusses zu Verteidigungszwecken auf die südliche Seite der Stadt wurden, obwohl vom Conseil des Ponts et Chaussées befürwortet, nicht verwirklicht und 1790 ganz aufgegeben.

### 19. Jahrhundert

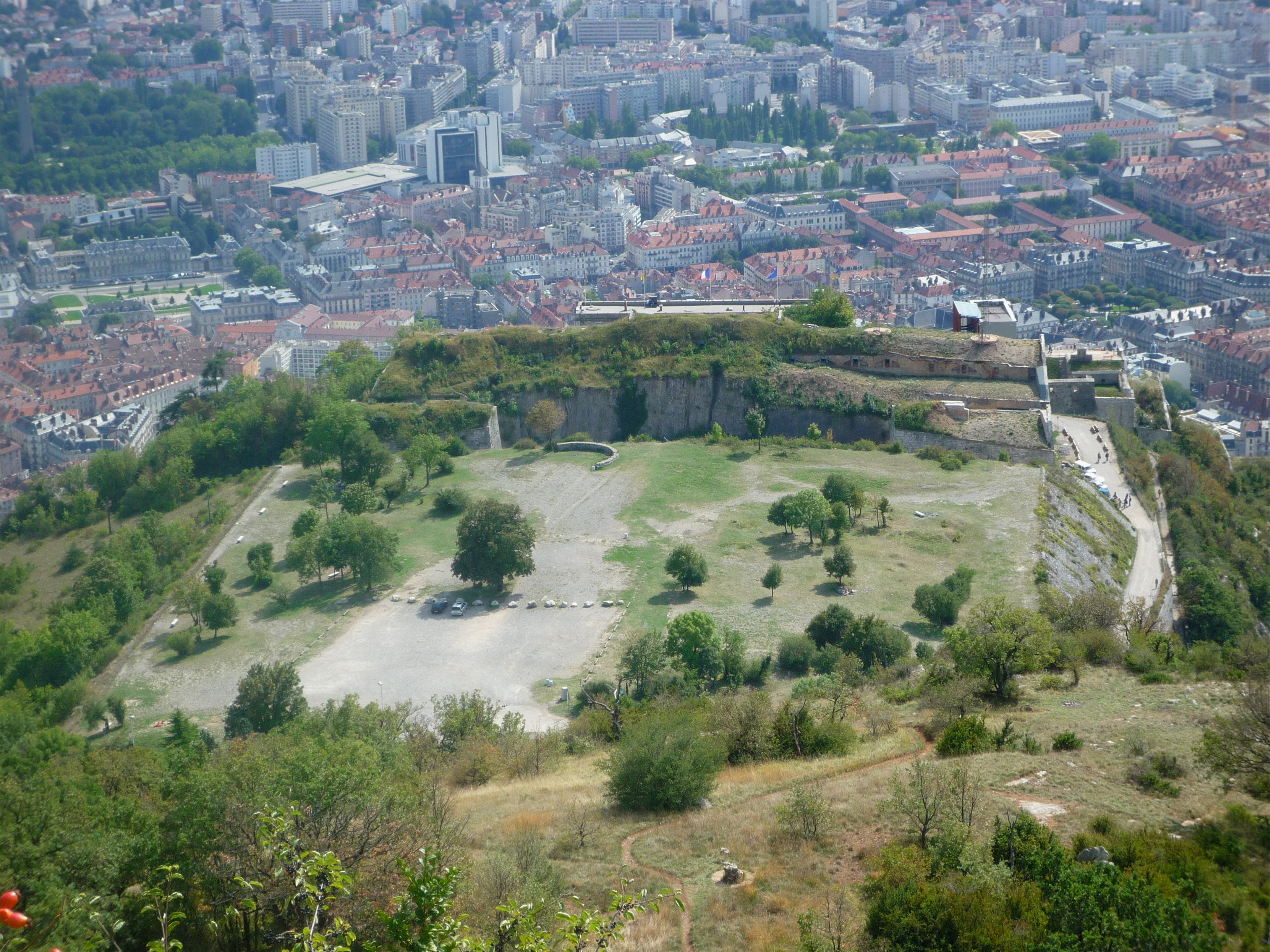
Glacis der Bastille

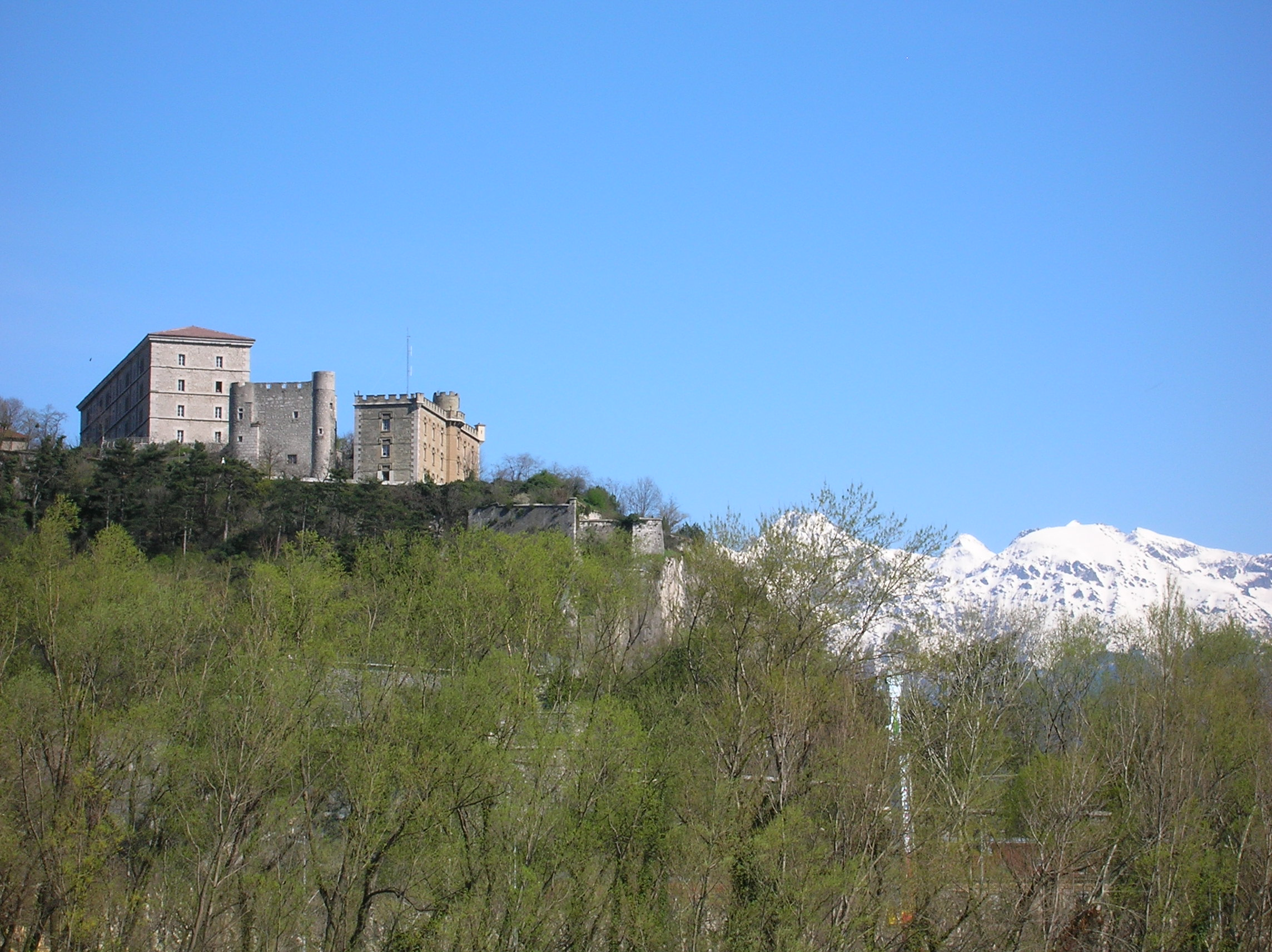
Fort Rabot mit Bauten aus dem 15. und dem 19. Jahrhundert

Nach dem Ende der Napoleonischen Kriege befand sich Grenoble in der Nähe der Grenze Frankreichs zum Piemont, damals zum Königreich Sardinien gehörig, und 1815 beschloss König Louis XVIII. die Verstärkung der Militärpräsenz an den Landesgrenzen. Mit der Modernisierung der veralteten Befestigungsanlagen Grenobles wurde General Haxo betraut, der 1816 bis 1820 von Genieoffizieren Geländeaufnahmen durchführen ließ. 1823 wurde das endgültige Projekt eines Forts auf der Bastille angenommen, die Arbeiten begannen 1824. Die nötigen Steine wurden in der Nähe der Porte de France gebrochen. 
Auf der Westseite des Abhangs folgen die Anlagen (Kasematten und Bastionen) dem Mauerverlauf aus dem 17. Jahrhundert. Das rechteckige, dreigeschossige Hauptgebäude (Fort) wurde 1825 bis 1830 nach dem Abbruch des Baus von Lesdiguières errichtet und ist über eine Zugbrücke, deren Betätigung durch Gegengewichte erleichtert wird, zugänglich. Unterhalb befindet sich eine 1827 bis 1838 erbaute Kaserne für 100 Mann, die später ein Restaurant wurde. Ihr gegenüber wurde 1836 das Pulvermagazin gebaut, dessen Dach inzwischen eingestürzt ist. 
Tiefer auf der Westseite innerhalb des Mauerrings befindet sich das Fort Rabot, das 1840 bis 1847 in der Nähe des gleichnamigen festen Hauses aus dem 15. Jahrhundert errichtet wurde und 900 Mann beherbergen konnte. Es diente auch zum Unterstellen der Geschütze sowie als ein der wahrscheinlichsten Angriffsrichtung abgelegenes Pulvermagazin und ist ebenfalls über eine Zugbrücke erreichbar. Seit 1970 wird es von der Universität als Studentenunterkunft genutzt. Nach Osten in Richtung Porte Saint-Laurent wurde ein geraderer Verlauf der Mauern als unter Lesdiguières gewählt. Hier führt eine Treppe mit 380 Stufen vom Ufer der Isère zur Festung empor. Die beiden Zweige der Befestigungsanlagen sind durch eine Kurtine verbunden.
1844 wurden zur Vervollständigung der Verteidigungsanlagen mehrere untereinander und auf unterirdischem Weg mit dem Fort verbundene Hohlräume in die Felswand des benachbarten Mont Jalla gehauen. Im Volksmund werden diese nach einem schon 90 Jahre vor ihrer Erbauung hingerichteten Räuberhauptmann Grottes de Mandrin genannt.
Eine anfangs der Bauarbeiten vom Bürgermeister Jean-François de Pina de Saint-Didier gewünschte Ausweitung der Befestigungsanlagen auf das andere Ufer der Isère unter Einbeziehung der Stadt wurde aus Kostengründen abgelehnt, jedoch erlangten seine Nachfolger Félix Penet und Vincent Rivier 1832 bis 1836 eine Vergrößerung der Anlagen im Süden der Stadt um etwa 50 Hektar. Nach über 23 Jahren Bauzeit wurden die Arbeiten 1847 beendet. Die Baukosten wurden 1880 mit 1.173.000 Goldfrancs beziffert.
In den 1870er Jahren wurde die Festung in das Befestigungssystem nach dem Système Séré de Rivières einbezogen und zusammen mit den umliegenden Forts Bestandteil des Festungsgürtels um Grenoble, wobei sie allerdings an Bedeutung einbüßte.

### 20. Jahrhundert und heutige Nutzung

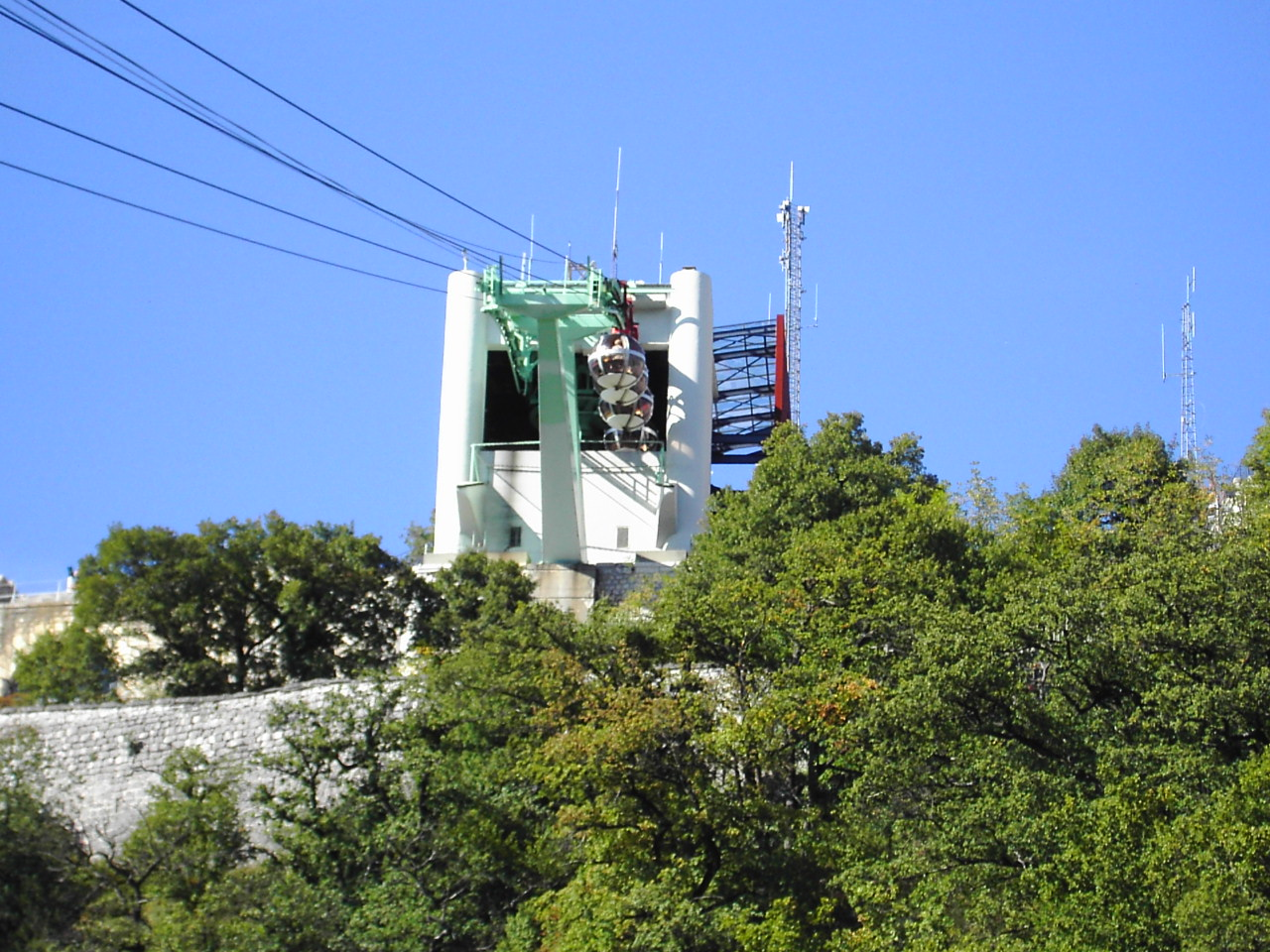
Bergstation der Seilbahn

1934 wurde eine Seilbahn von der Stadt zur Bastille errichtet. Diese wurde 1951 teilweise und 1976 grundlegend umgebaut.
Bis 1940 wurde im Fort eine, wenn auch kleine, Garnison unterhalten. 1970 ging das Ensemble der Bastille an die Stadt Grenoble über, und 1973 wurde der heute noch als Zugang genutzte Fußweg eröffnet. Seit 1989 ist die Gesamtheit der militärischen Bauwerke der Bastille als Monument historique eingestuft.
In der 1840 erbauten untersten Kasematte am Place Saint-Laurent befindet sich seit 1979 das CCSTI (Centre de culture scientifique, technique et industrielle) de Grenoble mit einer offenen Werkstatt. Seit 2006 beherbergen die Kasematten der einstigen Festung das Centre d’art Bastille, ein Ausstellungszentrum für zeitgenössische Kunst, und seit 2009 befindet sich dort auch das Musée des troupes de montagne (Museum der Gebirgstruppen).
In der ehemaligen Kaserne südlich des Forts befindet sich heute ein Restaurant, ein weiteres am Abzweig des Wegs auf den Mont Jalla von der Straße nach Grenoble. Letztere ist wegen ihrer starken Neigung und der vielen Kurven für den Radsport von Interesse, diente auch mehrfach im Critérium du Dauphiné als Zieleinfahrt, ist aber für größere Rennen wegen ihrer Enge nicht geeignet. Seit 1999 wird auf ihr jährlich im September ein Amateurrennen mit dem Namen La Prise de la Bastille ("Die Eroberung der Bastille") veranstaltet. Inmitten der Wehranlagen des Stadthügels verläuft auch der Klettersteig Via Ferrata Les Prises de la Bastille, der in einem Fenster der Festung endet (Schwierigkeit: D/E).

## Verteidigungssystem
Alle Festungswerke der Bastille sind zur Chartreuse hin ausgerichtet, um sich und die Stadt gegen einen Angriff über diese Höhen verteidigen zu können. Das Hauptgebäude der Festung, das Fort, ist an das Gelände angepasst und durch Vegetation getarnt. Durch das Glacis und einen Graben ist es vom Berg getrennt, zwei Halbbastionen, von denen jeder Zugang zum Graben ins Kreuzfeuer genommen werden kann, dienen zu dessen Verteidigung.
Von den dem Glacis gegenüberliegenden Grottes de Mandrin, die aus der Festung auf unterirdischem Weg zugänglich sind, hätte die Besatzung der Festung eventuellen Angreifern in den Rücken fallen und Ausfälle vornehmen können. Sie boten genügend Platz zur Lagerung von Waffen und Munition. 
Um die bewaldeten Hänge außerhalb der Festung im Angriffsfall hinreichend unter Feuer nehmen zu können, wurden möglichst viele Geschützstellungen in Kasematten dazu eingerichtet. Über ihnen befinden sich Plätze für Gewehrschützen. Die Kasematten sind (wie von General Haxo vorgesehen) nach hinten offen, um den Pulverschmauch leichter abziehen zu lassen.
Der ursprüngliche Zweck der Bastille, Grenoble gegen Angriffe aus Savoyen zu verteidigen, wurde mit der Angliederung dieses Gebiets an Frankreich im Jahr 1860 obsolet. Auch die fortschreitende Entwicklung der Artillerie, insbesondere der gezogenen Geschützläufe und der Sprenggranate, machte die Festung nutzlos. Zudem waren ihr Verteidigungssystem und die jüngsten Stadtbefestigungen von Grenoble nie angegriffen worden. Die Zahl der Geschütze in der Bastille, dem Fort Rabot einschließlich der benachbarten Werke betrug 38 im Jahr 1879 (davon 22 in der Bastille), 81 im Jahr 1890 und nur noch 53 im Jahr 1913 (davon 26 in der Bastille).

## Sehenswürdigkeiten der Umgebung

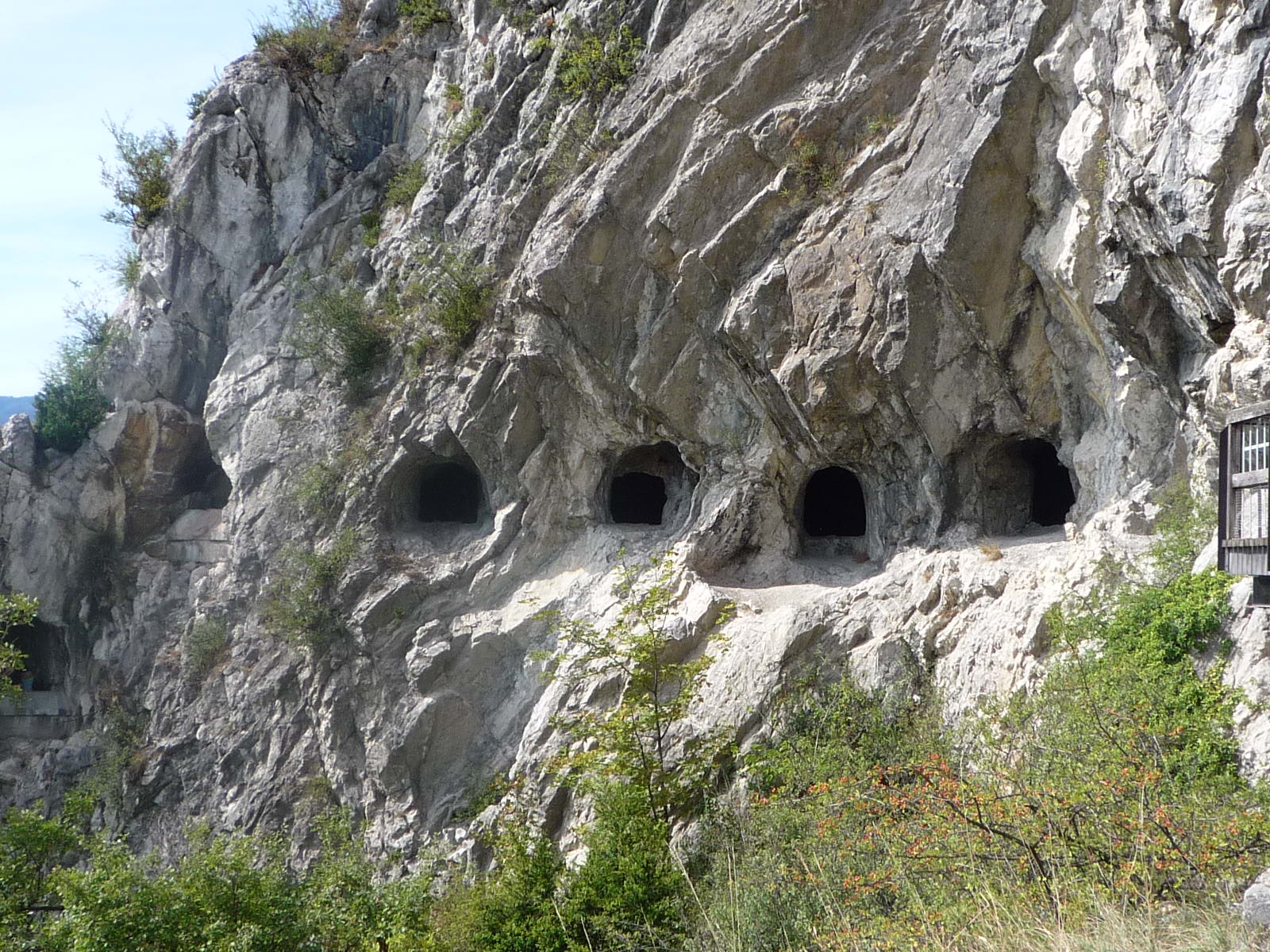
Grottes de Mandrin

Auf dem Mont Jalla, der von der Bastille aus in etwa einer halben Stunde zu Fuß erreicht werden kann, wurde im Jahr 2000 ein Denkmal für die seit Aufstellung der Chasseurs alpins 1888 gefallenen Soldaten dieser Truppe eingeweiht.
Der unterirdische Gang zwischen der Festung und den Grottes de Mandrin mit seiner in den Felsen gehauenen Treppe kann von Besuchern begangen werden. Seit 2012 verbindet eine Seilrutsche den höchsten Punkt der Festung mit den Grottes de Mandrin.
Am Fuß des Berges, in der Nähe der Porte de France, befinden sich die 2 ha großen Gartenanlagen des Jardin des Dauphins, ein 1785 von einem Grenobler Kaufmann erworbenes Gelände, das 1909 restauriert wurde. Der kalkreiche Boden und die Südlage bieten günstige Voraussetzungen für ein Mikroklima mediterraner Art und das Wachstum zahlreicher subtropischer Gewächse wie Flaumeichen, Araukarien, Zypressen, Bananen und Oliven. Am Eingang steht das Reiterdenkmal von Philis de La Charce, einer Heldin des Pfälzischen Erbfolgekriegs. Das terrassierte Gelände ist über Tunnel und Treppen erschlossen. Oberhalb befindet sich der Parc Guy Pape, benannt nach einem Juristen des Gerichtshofs Cour Delphinal im 15. Jahrhundert, mit der Ruine seines Wohnhauses.